# The Flower King
The Flower King är ett soloalbum av den svenske gitarristen och låtskrivaren Roine Stolt. Det är också uppstarten till bandet The Flower Kings som Stolt bildade efter soloalbumet. Skivorna har liknande musikalisk inriktning och nästan samma uppsättning medverkande musiker.

## Låtlista
| Nr | Titel | Längd                               |
| -- | --- | ----------------------------------- |
| 1. | The Flower King | 10:32                               |
| 2. | Dissonata | 10:02                               |
| 3. | The Magic Circus Of Zeb | 7:06                                |
| 4. | Close Your Eyes | 3:12                                |
| 5. | The Pilgrims Inn | 9:20                                |
| 6. | The Sounds Of Violence | 5:41                                |
| 7. | Humanizzimo a. "Twilight Flower" b. "The Messenger" c. "The Nail" d. "Only Human" e. "This Is The Night" f. "The River Of Love" | 20:53 4:12 2:10 5:01 2:45 3:35 3:12 |
| 8. | Scanning The Greenhouse | 3:45                                |

## Medverkande
- Roine Stolt - sång, gitarr, bas, keyboard, percussion
- Hans Fröberg - sång
- Ulf Wallander - sopransaxofon
- Hans Bruniusson - trummor, percussion
- Jaime Salazar - trummor, percussion
- Don Azzaro (Roine Stolt) - bas, Moog Taurus
- Dexter Frank Jr. (Roine Stolt) - keyboard

## Låtskrivare
Alla låtar skrivna av Roine Stolt 